# Festival di Zurigo 1964
Questa pagina raccoglie i dati relativi all'edizione del Festival di Zurigo del 1964.

## La manifestazione
Vota una giuria composta da 15 persone che svolgono mestieri diversi. Tale giuria assiste allo spettacolo eurovisivo alla Tv con il compito di votare, tenendo conto dei seguenti elementi: testo, soggetto, musica ed interprete. A votazione avvenuta sarà premiato l'interprete del brano vincitore con l'assegnazione dell'Aquila d'oro, mentre gli altri 12 brani si classificheranno al secondo posto ex aequo. Ospiti d'onore della manifestazione sono i cantanti Domenico Modugno e Ornella Vanoni che presentano in coppia la canzone con la quale hanno vinto pochi mesi prima il Festival di Napoli, ovvero "Tu si 'na cosa grande".
I cantanti sono diretti da vari direttori d'orchestra.
Il Festival si svolge la sera del 31 ottobre in eurovisione.

## Partecipanti
- Nico Fidenco: A casa d'Irene (Maresca-Pagano) - RCA Italiana
- Michele Accidenti: Adesso comincia la vita (Testa-Giuliani-Vantellini) - Carosello
- Wilma De Angelis: Garcon (Pinchei-Fanciulli-Bettoni) - Philips
- Aurelio Fierro: Hully Gully paesano (De Crescenzo-Fierro) - King
- Lilly Bonato: La fine del mondo (Specchia-Fallabrino) - Meazzi
- Edoardo Vianello: Le tue nozze (Migliacci-Zambrini) - RCA Italiana
- Pino Donaggio: Non vado a quella festa (Testa-Donaggio) - Columbia
- Wilma Goich: Quando piangi (Mogol-Donida) - Dischi Ricordi
- Robertino: Sarebbe bello (Calabrese-Paiocchi) - Carosello
- Nicola Arigliano: Settembre a Roma (Nisa-Pontiack) - Columbia
- Aura D'Angelo: Una risposta (Migliacci-Polito) - Carosello
- Joe Fedeli: Un souvenir (Pallesi-Malgoni) - Polydor
- Michele: Vado da lei (Migliacci-Enriquez) - RCA Italiana

## Classifica
1. Michele Accidenti: Adesso comincia la vita (Testa-Giuliani-Vantellini) - Carosello

## Numero di cantanti per casa discografica
- Meazzi: 1 cantante
- RCA Italiana: 3 cantanti
- Carosello: 3 cantanti
- Philips: 1 cantante
- Columbia: 2 cantanti
- Polydor: 1 cantante
- Dischi Ricordi: 1 cantante
- King: 1 cantante